# Премия Фрэнка Сейдмана
Премия Фрэнка Сейдмана (англ. Frank E. Seidman Distinguished Award in Political Economy) — премия, присуждалась ежегодно с 1974 года по 1998 годы специальным комитетом американских ученых экономисту, внесшему вклад в политическую экономию, приведший к улучшению благосостояния человечества.
Премия была основана П. К. Сейдманом и его супругой в память о Фрэнке Сейдмане (1891—1972). Премия, которая включала и денежное вознаграждение, вручалась «тем, кто достиг общего понимания роли демократических ценностей, общественных институтов, государственной политики, частных предприятий и свободных рынков в обеспечении экономического благосостояния и социального благополучия».

## Лауреаты премии
- 1974 — Г. Мюрдаль
- 1975 — Дж. К. Гэлбрейт
- 1977 — Т. Шеллинг
- 1979 — А. Оукен
- 1980 — А. Хиршман
- 1982 — Я. Корнаи
- 1983 — Р. Солоу
- 1984 — Дж. Бьюкенен
- 1985 — Г. Беккер
- 1986 — А. Сен
- 1987 — У. Баумоль
- 1988 — Р. Триффин
- 1990 — Т. де Скитовски
- 1992 — У. Викри
- 1993 — Э. Крюгер
- 1995 — Э. Аткинсон
- 1996 — А. Линдбек
- 1997 — Э. Остром
- 1998 — Я. Бхагвати